# Peter Krug
Peter Krug (* 8. September 1943 in Dresden) ist ein deutscher Theologe und war von 1998 bis 2008 Bischof der Evangelisch-Lutherischen Kirche in Oldenburg. Parallel dazu bekleidete er seit 2003 auch das Amt des evangelischen Militärbischofs in Deutschland (Oberster evangelischer Militärgeistlicher).
2011 ist ein Buch mit 73 Texten aus beiden Bereichen unter dem Titel „Etwas mehr Himmel auf Erden“ erschienen.
Seit 1972 im Pfarrdienst, wurde er 1980 Superintendent in Saarbrücken und damit jüngster Superintendent der Evangelischen Kirche im Rheinland. Ab 1995 war Krug Kirchenrat und Beauftragter der rheinischen, westfälischen und lippischen Kirche bei Landtag und Landesregierung von Nordrhein-Westfalen (Evangelisches Büro).
2008 ist Peter Krug sowohl als Bischof der Ev.-Luth. Kirche in Oldenburg als auch als Evangelischer Militärbischof unmittelbar nach seinem 65. Geburtstag in den Ruhestand getreten. Zu seinem Nachfolger im Oldenburger Bischofsamt wählte die Synode den Kirchentagspastor Jan Janssen.
Als neuen Militärbischof ernannte die EKD den Lippischen Landessuperintendenten Martin Dutzmann.

## Veröffentlichungen
- Peter Krug: Etwas mehr Himmel auf Erden. Isensee-Verlag, Oldenburg 2011, ISBN 978-3-89995-799-0.

## Weblink
- Foto Bischof Peter Krug (Memento vom 4. März 2016 im Internet Archive)